# Keokuk
Pour les articles homonymes, voir Keokuk (homonymie).
Pour la ville, voir Keokuk (Iowa).
Keokuk (né dans les environs de Rock Island, Illinois vers 1780 et mort en 1848 au Kansas) est un chef de guerre amérindien de la nation Sauk et Fox.

## Biographie
Keokuk n'était pas chef de par sa naissance, mais l'est devenu par sa capacité, sa force de caractère et son talent oratoire. On dit que sa mère était à moitié française. Très jeune il devient membre du Conseil des Sauks mais dans lequel il ne joue alors qu'un rôle secondaire. Il prend de l'importance plus tard, lorsqu'il est chargé de la réception des invités de la tribu. À ce poste il obtient de la tribu tout ce que nécessite l'hospitalité que la tribu accorde à ses invités. Il y fait merveille et sa demeure devient le centre des rencontres sociales et politiques de la tribu. Il comprend vite le parti qu'il peut tirer de cette occasion afin de combler ses propres ambitions.
Il sait parfaitement que l'organisation sociale rigide de son peuple est une barrière à la réalisation de son désir de devenir l'homme le plus important de la tribu. Contrairement aux us et coutumes des hommes qui l'entourent, il n'a aucun scrupule à tirer parti de chaque occasion qui s'offre à lui. Il lutte contre la coutume non pas de manière ouverte et agressive, mais de manière voilée, utilisant des méthodes diplomatiques. Il est continuellement impliqué dans des intrigues ; restant cependant en retrait, il joue discrètement une faction contre une autre. C'est ainsi qu'il devient chef de l'Assemble du Conseil des Sauks et jouit d'une grande popularité au sein de son peuple. Mais la situation prend une autre tournure à cause de la période troublée et de l'arrivée de son rival Black Hawk.
Il soutient les États-Unis lors de la guerre de 1812 contre les Britanniques, alors que Black Hawk soutient les Britanniques. Il est aussi au côté des Américains contre Black Hawk lors de la courte guerre de Black Hawk en 1832 qui voit le massacre de près de 850 Amérindiens.
En 1837, il négocie à Washington une paix entre sa tribu et les États-Unis.

## Hommages
La ville de Keokuk dans l’Iowa est nommée en son honneur.